# 筒井彩萌
筒井彩萌（日语：／ Tsutsui Ayame */?，2004年6月8日—）是日本偶像藝人，為女子偶像團體乃木坂46成員，愛知縣名古屋市出身。同時是時尚雜誌《bis》常規模特兒。2018年以乃木坂46四期生身分出道。

## 經歷
2015年，筒井在SUN寶石與日本索尼音樂共同舉辦的「SUNHO形象女孩徵選」（SUNHOイメージガールオーディション）活動拿下最優秀獎（グランプリ）。
2018年8月19日，筒井通過坂道聯合徵選。11月29日，獲分配進乃木坂46。12月1日，乃木坂46在官方網站公佈其個人簡介。12月3日，在日本武道館舉行的「乃木坂46四期生見面會」首度公開亮相。
2019年5月7日，乃木坂46四期生部落格開設，以每日1名成員的方式輪流撰寫，筒井於5月15日開始，每隔12天撰寫一篇部落格。7月15日，在乃木坂46第24張單曲《黎明來臨前無須逞強》中首次入選為選拔成員，並擔任前排成員和福神。8月26日，做為前述單曲的發行紀念，乃木坂46開設由筒井擔任模特兒、以展示團體歷年制服為主題的特設網站「筒井彩萌 制服展演秀」（筒井あやめ 制服コレクション）。
2020年3月，從中學畢業。4月，進入高中就讀。4月27日，筒井的個人官方部落格於乃木坂46官方網站正式開通。
2021年6月4日至7月9日，筒井擔當主演的舞台劇《我忍住了淚水》開始演出，也是首度演出舞台劇。
2022年1月18日，獲時尚雜誌《bis》起用為常規模特兒，並在2月1日發售的3月號首次登場。8月31日發行的乃木坂46第30張單曲《喜歡是件搖滾的事！》收錄曲《Jumping Joker Flash》中首次擔任歌曲的Center。10月21日開始播出的電視劇《真相在耳中》，為筒井首次單獨出演電視連續劇。
2023年3月，從高中畢業。
2024年4月10日發行的乃木坂46第35張單曲《機會平等》的Under曲《車道側》中擔任Center，6月8日，在20歲生日當天，開設個人Instagram帳號。

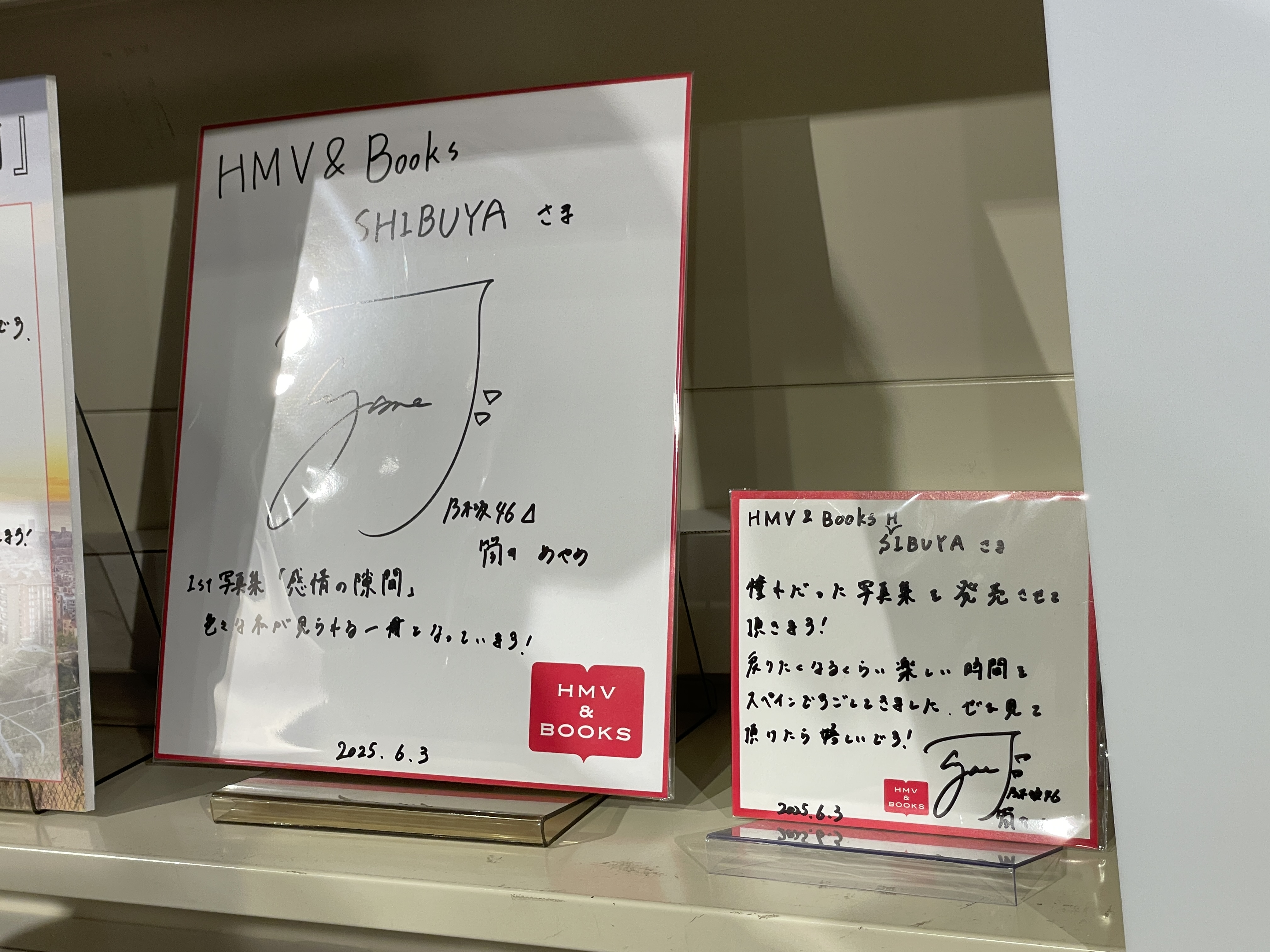
筒井彩萌的簽名

2025年6月3日，發行首本個人寫真集《感情的縫隙》（感情の隙間），於西班牙拍攝。以7.2萬本的銷量獲得Oricon公信榜書籍排行榜寫真集部門的第1名。 

## 人物
筒井的暱稱是「Ayamen」（あやめん）與「Ayame-chan」（あやめちゃん）。興趣是書道與編織。喜歡的食物為壽司、燒肉、豆沙與甜食。拿手的模仿角色是史迪奇。受到姊姊的影響，曾學過算盤、游泳、英語、鋼琴與吉他。
筒井在乃木坂46憧憬的前輩成員是生田繪梨花、大園桃子。

## 音樂作品
- 標註「★」符號表示該首歌曲有拍攝MV。

### 單曲
乃木坂46
|      | 發行日期       | 單曲名稱              | 參與歌曲名稱          | MV | 備註           |
| ---- | -------------- | --------------------- | --------------------- | -- | -------------- |
| 23rd | 2019年5月29日  | Sing Out!             | 第四道光芒            | ★  | 出道作品       |
| 24th | 2019年9月4日   | 黎明來臨前無須逞強    | 黎明來臨前無須逞強    | ★  | 十一福神       |
| 24th | 2019年9月4日   | 黎明來臨前無須逞強    | 給圖書館裡的你        | ★  |                |
| 24th | 2019年9月4日   | 黎明來臨前無須逞強    | 我的信念              |    |                |
| 25th | 2020年3月25日  | 幸福的保護色          | I see...              | ★  |                |
| 26th | 2021年1月27日  | 我會喜歡上自己的      | 我會喜歡上自己的      | ★  | 選拔           |
| 26th | 2021年1月27日  | 我會喜歡上自己的      | 有明天的理由          |    |                |
| 26th | 2021年1月27日  | 我會喜歡上自己的      | Wilderness world      | ★  |                |
| 26th | 2021年1月27日  | 我會喜歡上自己的      | Out of the blue       | ★  |                |
| 27th | 2021年6月9日   | 對不起Fingers crossed | 對不起Fingers crossed | ★  | 選拔           |
| 27th | 2021年6月9日   | 對不起Fingers crossed | 一切都是一場夢        | ★  |                |
| 27th | 2021年6月9日   | 對不起Fingers crossed | 燙口的洋甘菊茶        |    |                |
| 27th | 2021年6月9日   | 對不起Fingers crossed | 嘩哩嘩啦              | ★  | 與與田祐希合唱 |
| 28th | 2021年9月22日  | 被你罵了              | 被你罵了              | ★  | 十二福神       |
| 28th | 2021年9月22日  | 被你罵了              | 渾身是泥              | ★  |                |
| 28th | 2021年9月22日  | 被你罵了              | 熟悉的陌生人          |    |                |
| 29th | 2022年3月23日  | Actually…             | Actually...           | ★  | 十福神         |
| 29th | 2022年3月23日  | Actually…             | 過度解讀              |    |                |
| 29th | 2022年3月23日  | Actually…             | 喜歡上了              |    |                |
| 30th | 2022年8月31日  | 喜歡是件搖滾的事！    | 喜歡是件搖滾的事！    | ★  | 十一福神       |
| 30th | 2022年8月31日  | 喜歡是件搖滾的事！    | Jumping Joker Flash   | ★  | Center         |
| 31st | 2022年12月7日  | 不存在於此的事物      | 不存在於此的事物      | ★  | 選拔           |
| 32nd | 2023年3月29日  | 人們終將再度追夢      | 人們終將再度追夢      | ★  | 十一福神       |
| 32nd | 2023年3月29日  | 人們終將再度追夢      | 我們的道別            | ★  |                |
| 32nd | 2023年3月29日  | 人們終將再度追夢      | 眼淚的滑梯            |    |                |
| 33rd | 2023年8月23日  | 獨自一人的天堂        | 獨自一人的天堂        | ★  | 選拔           |
| 33rd | 2023年8月23日  | 獨自一人的天堂        | 某人的肩膀            |    |                |
| 34th | 2023年12月6日  | Monopoly              | Monopoly              | ★  | 選拔           |
| 35th | 2024年4月10日  | 機會平等              | 車道側                | ★  | Center         |
| 35th | 2024年4月10日  | 機會平等              | 分福茶釜              |    |                |
| 36th | 2024年8月21日  | 放縱日                | 放縱日                | ★  | 選拔           |
| 36th | 2024年8月21日  | 放縱日                | 給你的Ditto           |    | 頸公主         |
| 37th | 2024年12月11日 | 步道橋                | 步道橋                | ★  | 選拔           |
| 37th | 2024年12月11日 | 步道橋                | 落雪之日再相見吧      |    |                |
| 37th | 2024年12月11日 | 步道橋                | 夕陽是什麼顏色?       |    |                |
| 38th | 2025年3月26日  | 臍橙                  | 臍橙                  | ★  | 選拔           |
| 38th | 2025年3月26日  | 臍橙                  | 懷念之情的前方        | ★  |                |
| 38th | 2025年3月26日  | 臍橙                  | 天空的豆莢            |    | 和井上和合唱   |
| 39th | 2025年7月30日  | Same numbers          | Same numbers          | ★  | 選拔           |
| 39th | 2025年7月30日  | Same numbers          | 盛夏日啊              |    |                |

其他
| 發行日期                                    | 單曲名稱       | 參與歌曲名稱 | MV | 備註         |
| ------------------------------------------- | -------------- | ------------ | -- | ------------ |
| 2020年6月17日（日本） 2020年6月24日（海外） | 世界中的鄰居啊 | —            | ★  | 下載限定歌曲 |
| 2020年7月24日                               | Route 246      | —            | ★  | 下載限定歌曲 |

### 專輯
乃木坂46
|        | 發行日期       | 專輯名稱         | 參與歌曲名稱    | 備註   |
| ------ | -------------- | ---------------- | --------------- | ------ |
| 4th    | 2019年4月17日  | 直到此刻化成回憶 | 吻的手裏劍      |        |
| 精選輯 | 2021年12月15日 | Time flies       | 最後的Tight Hug | 主打曲 |

## 演出

### 電視劇
- 真相在耳中（日语：真相は耳の中）（；2022年10月22日－12月24日，東京電視台）：飾演 今井芽依[44][45]
- 量產型璃子～模型社社員的青春反擊～（2025年7月4日－，東京電視台）：主演 瀨戶流歌（與賀喜遙香雙主演）[46]

### 電影
- 幸福這種東西，要了幹嘛（しあわせなんて、なければいいのに。；2024年5月17日，Lemino）：飾演 ツグミ[47][48]
- 矢野同學觀察日記（2024年11月15日，松竹）：飾演 岡本[49]

### 舞台劇
- 我忍住了淚水（目頭を押さえた；2021年6月4日－7月4日，東京：東京藝術劇場東劇院／7月6日－7日，大阪：產經微風演藝廳（日语：サンケイホール）／7月9日，愛知：名古屋市藝術創造中心（日语：名古屋市芸術創造センター））：飾演 杉山遼（主演）[註 3][50][51]

### 廣播劇
- FM劇場「希望の推し」（2024年1月20日，NHK-FM）：飾演 Yuki（ユウキ）[52]

### 網絡劇
- 芬達坂學園與大合唱計畫（日语：ファンタ坂学園と大合唱計画）（；2019年7月16日－9月14日，AbemaTV）：飾演 後輩們[53][54]
- SAMU的故事（日语：サムのこと 猿に会う）（；2020年3月20日－28日，dTV（日语：dTV (NTTドコモ)））：飾演 KIRARA[55]

### 廣播節目
- 乃木坂46的“乃”（2021年4月4日－2023年3月26日，文化放送）- 第16代主持人[56][57]

### 活動
- GirlsAward
  - GirlsAward 2019 AUTUMN／WINTER（2019年9月28日，幕張展覽館）[58]
  - Rakuten GirlsAward 2023 SPRING／SUMMER（2023年5月4日，國立代代木競技場第一體育館）[59]
  - Rakuten GirlsAward 2023 AUTUMN／WINTER（2023年9月30日，幕張展覽館）[60]
- 東京女孩展演
  - 第34回 Mynavi Tokyo Girls Collection 2022 SPRING／SUMMER（2022年3月21日，國立代代木競技場第一體育館）[61]
  - 第35回 Mynavi Tokyo Girls Collection 2022 AUTUMN／WINTER（2022年9月3日，埼玉超級競技場）[62]
  - 第35回 Mynavi Tokyo Girls Collection 2023 SPRING／SUMMER（2023年3月4日，國立代代木競技場第一體育館）[63]
  - CREATEs presents TGC KITAKYUSHU 2023 by TOKYO GIRLS COLLECTION（2023年10月7日，西日本綜合展示場 新館）[64]
  - oomiya presents TGC WAKAYAMA 2024 by TOKYO GIRLS COLLECTION（2024年2月3日，和歌山大鯨）[65]
  - 第38回 Mynavi Tokyo Girls Collection 2024 SPRING／SUMMER （2023年3月2日，國立代代木競技場第一體育館）[66]

## 書籍

### 寫真集
- 感情的縫隙（感情の隙間；2025年6月3日，光文社）[67][68]

### 雜誌連載
- bis（2022年1月18日－，光文社）- 常規模特兒[69]

## 外部連結
- 乃木坂46個人介紹頁（日語）
- 筒井彩萌 官方部落格 （页面存档备份，存于） - 乃木坂46官方網站（2020年4月28日－）（日語）
- 筒井彩萌的Instagram帳戶（2024年6月8日－）（日語）
- 筒井 彩萌（乃木坂46）的SHOWROOM專頁（日語）
- 筒井彩萌 制服展演秀（页面存档备份，存于）（2019年8月26日－）（日語）
- 乃木板46筒井彩萌1st寫真集的X（前Twitter）（2025年4月1日－）（日語）